# 歴史見直し研究所
歴史見直し研究所もしくは歴史修正研究所（The Institute for Historical Review、略称IHR）は1978年に設立された、ホロコースト否認において世界で最も先導的な組織である。同研究所は自らを「大衆の歴史認識をより広く推進する目的にささげられた、公共の利益に資する教育・研究・出版のセンターである」と説明している。オフィスはカリフォルニア州南部オレンジ郡にある。

## 歴史
IHRはもともとイギリスの極右団体ナショナル・フロント（British National Front）の元メンバーであるデイヴィット・マッカルデン（David McCalden、またはルイス・ブランドンとして知られる）と、現在はすでに消滅しているアメリカの極右団体リバティー・ロビー（Liberty Lobby）の会長であったウィリス・カート（Willis Carto）によって設立されたが、内部の権力抗争により両者ともIHRでの支配力を失った。リバティー・ロビーは　現在は「アメリカン・フリー・プレス（American Free Press）」誌に改組されている週刊誌「ザ・スポットライト（The Spotlight）」を発行していたことで非常によく知られた反ユダヤ組織であった。現在のIHR会長は、1995年以来、マーク・ウィバー（Mark Weber）（写真）である。
1979年から、「アウシュヴィッツ強制収容所に人間を殺害する目的のガス室が存在したという事実の立証」に対して5万ドルの賞金を公に提供していた。賞金は（4万ドルの追加金と共に）1985年にアウシュヴィッツの生存者メル・メーメルシュタイン（Mel Mermelstein）に支払われることとなった。IHRは当初メーメルシュタインの立証（アウシュヴィッツでの体験に関する署名された宣誓証言書）を無視していたので、メーメルシュタインは契約不履行（Breach of contract）でIHRを訴え、賞金を勝ち取った。メーメルシュタイン裁判の結果として、カリフォルニア州上級司法裁判所はホロコーストが議論の余地のない明白な法的事実であると断じた。

## ホロコースト否認
名誉毀損防止同盟（The Anti-Defamation League）やデンマーク・ホロコーストおよびジェノサイド研究センター（The Danish Center for Holocaust and Genocide Studies）のようなIHRに対する批評者はIHRが反ユダヤ主義でネオナチ団体との繋がりを持っているとして非難しており、またIHRの主な関心事はユダヤ人その他に対する一般に広く理解されているナチスによるジェノサイド行為の事実を否定することであると断言している 。
IHRに対する批判はホロコーストを関心の的とするグループからに限ったことではない。イギリスの「チャンネル4」はIHRを「アメリカに本拠を構え、ホロコーストが起こったことを否定することに専念しているエセ学術団体」と紹介している。「ピッツバーグ・ポストガゼット（Pittsburgh Post-Gazette）」紙はIHRを「露骨に反ユダヤ的なエセ学者の寄せ集め」と呼んでいる（2005年5月29日付記事）。レバノンの主要英字紙である「ザ・デイリー・スター (レバノン)（The Daily Star）」は、IHRの会議がレバノンで行われることに触れ、IHRを「胸がむかつくようなニセ歴史家たち」で「憎悪を煽る国際的団体」と呼び、「パレスチナ解放機構の元高官が述べたように、'このような友がいるくらいなら敵は必要ない'」と報じている（2001年3月24日付記事）。
自分たちはホロコーストを否定していないとIHRは主張してきた。「当研究所はホロコーストを否定しない。20世紀史に関する信頼できる学者はみな、第二次世界大戦中ヨーロッパのユダヤ人に酷い災難が起こった事実を認めている。同様にしてIHRは、正説のホロコースト絶滅話に関する疑問点を扱いホロコーストに関する一定の誇張と誤りを目立たせる細目にわたる記述がある本や詳細な調査をした多くの論文を長年にわたって出版してきた。」と言っている。
しかし評論家たちは、ホロコーストを否定しないというIHRによる言明は誤解を与えるものだと主唱している。例えばポール・レイバー（Paul Raber）はサンフランシスコ・エクスプレス（The San Francisco Express）紙で次のように書いている:
（IHRがホロコーストを否定しているかどうかという）問題は、ホロコーストという用語を使った一度仕損じると元通りにならないIHRの言葉ゲームの結果次第であるようだ。IHRの「ジャーナル・オヴ・ヒストリカル・レヴュー（Journal of Historical Review）」誌の副編集長（現在はIHRの所長）であるマーク・ウィバーによると、「ホロコーストという言葉によってユダヤ人に対する政治的迫害や何件かの散発的な殺害を指すならば、そして残酷な出来事があったことを指すならば、誰もそれを否定はしない。しかしホロコーストという用語が強制収容所における600万人から800万人のユダヤ人の計画的絶滅行為を指すならば、それは証拠のないものだと我々が考えているものだ」。つまり、IHRはホロコーストが起こったことは否定していない。彼らはホロコーストという用語が、人々が通常使っている意味のものであるということを否定しているのである。

## 手法に対する批判
IHRは主流的な歴史家や学者による歴史研究を運営していると見なされておらず、むしろホロコーストが起こらなかったと立証することを狙ったエセ科学を導いているとされている。歴史に関する主導的な定期刊行物の一つである「ザ・ジャーナル・オヴ・アメリカン・ヒストリー（The Journal of American History）」の編集委員会は、「我々はみな、道徳的・学術的理由から、歴史見直し研究所の多くの主張を嫌悪するものである。彼らの主張が歴史家のものとして真剣に捉えられることを我々は拒否する。」（2003年4月13日、18ページ）
陰謀論を風刺するサイトである「ザ・マッド・リヴィジョニスト（The Mad Revisionist）」は、自由な議論を通じて歴史的真実を求めるほかにはやるべきことがないというIHRの主張を額面どおり受けて、IHRがホロコーストを調査するのと同じやり方でアイルランドのジャガイモ飢饉を批判的に調査するためのIHRの助力を得る試みをした。「当初はザ・マッド・リヴィジョニストの意見表明の自由を支持していたが…オキーフ氏（訳注: Theodore O'KeefeはIHRの上級理事でアイルランド系）はザ・マッド・リヴィジョニストの結論をちょっと見るやいなや急に敵意をむき出しにし、ザ・マッド・リヴィジョニストはまともじゃないと呼び、その結論の報告全てを受け取っていたわけではないのに、ザ・マッド・リヴィジョニストの理論は学術的な議論の価値さえ無いという意味のことを言った。」ザ・マッド・リヴィジョニストは「ホロコースト修正主義」と「アイルランドのジャガイモ飢饉」についての理論や方法論の類似性を示したが、オキーフ氏自らが受け継いだ民族的遺産に対する忠誠心によって「彼の先祖は嘘つきで、彼と同じ民族的バックグラウンドを持つ人々はアメリカや世界の利益に反する邪悪で念入りな計画に関わっているのだという可能性」を考えることさえできなくなっていると仄めかすことでその類似性をさらに強調した。
2001年、以前IHRに雇われていたエリック・オーウェンス（Eric Owens）は、IHRのマーク・ウィバーとグレッグ・レイヴェン（Greg Raven）がIHRのメイリングリストを名誉毀損防止同盟に売りつける計画をしていたことを暴露した。

## ジャーナル・オヴ・ヒストリカル・レヴュー
IHRは査読を受けていない雑誌である「ジャーナル・オヴ・ヒストリカル・レヴュー（Journal of Historical Review）」を発行している。名誉毀損防止同盟、デンマーク・ホロコーストおよびジェノサイド研究センターといった団体や、アメリカ国家安全保障局の歴史家であるロバート・ハンヨック（Robert Hanyok）のような他の学者を含む批評家たちはこの雑誌をエセ科学として非難している。ノーム・チョムスキーがこの雑誌に寄稿したロベール・フォーリソン（Robert Faurisson）博士を擁護したときは、大きな論争が起きた。しかしチョムスキーは、自分はフォーリソンの表現の自由の権利を擁護するのであって、フォーリソンの寄稿したうちの特定の主張を擁護するわけではないと力説した。
雑誌「ヒストリー・ティーチャー（History Teacher）」はジャーナル・オヴ・ヒストリカル・レヴューに対し「この雑誌はショッキングなほど人種差別的で反ユダヤ的である。『アメリカの人種政策の失敗』に関する記事や反イスラエル関係の記事はガス室についての議論に伴うものである…。彼らには修正主義の流儀に連なっているものだと主張する権利などないのは明らかであり、彼らは『ホロコースト否認論者』だと呼ばれるべきである。」（History Teacher、第28号の4、526ページ）
ジャーナル・オヴ・ヒストリカル・レヴューは2002年から休刊している。IHRのウェブサイトによると、「スタッフと資金の不足」によるものとなっている。

## イスラム教徒の反ユダヤ主義者との関わりの疑い
2002年に「Hit List」誌に掲載された記事で、寄稿者のケヴィン・クーガン（Kevin Coogan）は、近年IHRのようなアメリカやヨーロッパのホロコースト否認グループと急進的な中東の過激派の間では互いに結びつきを持とうとする動きがあると書いた。クーガンによると、反ユダヤ主義・ホロコースト否認・親ナチプロパガンダを広めるスウェーデンのラジオ局ラジオ・イスラム（Radio Islam）を創設した元モロッコ軍将校のアーメド・ラーミ（Ahmed Rami）はレバノンのベイルートのヒズボラ支配下の地域で会議を開催するためにIHRと協力しているとのことである。
2004年4月、ディヴィット・ワイマン・ホロコースト研究所からの訴えにより、「ザ・ネイション（The Nation）」誌はIHRからの広告を断り、「どのような広告も検閲すべきでないという強い確信があり、特にその政治的主張に同意できない場合でもそうである。しかし今回は別である。IHRの主張は『明らかに詐欺的』である」。
IHRはその会議や出版物で、デイヴィッド・アーヴィング、ロベール・フォーリソン、エルンスト・ツンデル（Ernst Zündel）、フレッド・ロイヒター（Fred A. Leuchter）、アーサー・バッツ（Arthur Butz）、ジョセフ・ソブラン（Joseph Sobran）、ピート・マックロスキー（Pete McCloskey）、ブラッドリー・スミス（Bradley R. Smith）、カルロ・マットーニョ（Carlo Mattogno）、ユルゲン・グラフ（Jürgen Graf）、そしてラジオ・イスラムの創始者であるアーメド・ラーミといった人物を招いたり特集したりしている。

## 参照
1. 1 2 3 4  “ABOUT THE IHR  Our Mission and Record” (英語).   歴史見直し研究所. 2020年5月7日閲覧。
2. ↑  「ホロコースト否認において世界で最も先導的な組織（The world's leading Holocaust denial organisation）」という記述はグーグル（Google）とCNN（2002年3月5日）で使われている。同様の記述はデイヴィット・ワイマン・ホロコースト研究所（David S. Wyman Institute for Holocaust Studies）、デンマーク・ホロコーストおよびジェノサイド研究センター、「ナショナル・レヴュー（英語版）（The National Review）」誌2003年4月7日号、マイケル・シャーマー（Michael Shermer）とアレックス・グロブマン（英語版）（Alex Grobman）共著の「Denying History」（University of California Press、2002年）でも使用されている。
3. ↑  "Earlier this year, Huber and three of his closest collaborators, the NPD's Horst Mahler, Jürgen Graf (a leading Swiss Holocaust denier who fled to Iran to avoid serving a 15-month jail sentence for his activities), and the Swedish-based Ahmed Rami, a former Moroccan military officer who in 1987 founded Radio Islam to disseminate antisemitic, Holocaust denial, and pro-Nazi propaganda, teamed up with the California-based Institute for Historical Review (IHR) -- the world's leading "Holocaust denial" organization -- to organize an IHR-sponsored conference that was scheduled to take place in late March in a Hezbollah-controlled section of Beirut, Lebanon." Kevin Coogan, "The mysterious Achmed Huber: Friend to Hitler, Allah and Ibn Ladin?", Hit List, April/May 2002.